# Acceleration (musikalbum)
Acceleration är det norska progressiv metal-bandet Age of Silences debutalbum, utgivet 2004 av skivbolaget  The End Records.

## Låtförteckning
1. "Auditorium of Modern Movements" (Winter/Lazare) – 3:36
2. "Acceleration" (Winter/Lazare) – 4:30
3. "The Concept of Hate" (Winter/Lazare) – 4:09
4. "A Song for D. Incorporated" (Winter/Lazare) – 4:58
5. "The Green Office and the Dark Desk Drawer" (Winter/Lazare) – 4:17
6. "The Flow at 9:30 am" (Winter/Lazare) – 6:25
7. "Of Concrete and Glass" (Winter/Lazare) – 3:14
8. "90° Angles" (Extant/Lazare) – 7:19
9. "I No Longer Know If I Am Mad" (Extant/Kobbergaard) – 2:28
10. "Synthetic, Fabricated, Calculated" (Extant/Lazare) – 4:11

## Medverkande
Musiker (Age of Silence-medlemmar)
- Hellhammer (Jan Axel Blomberg) – trummor
- Lazare (Lars Are Nedland) – sång
- Kobbergaard (Helge K. Haugen) – gitarr, vokal
- Extant (Joacim Solheim) – gitarr
- Eikind (Lars Erik Stang Sætheren) – basgitarr, sång
- Andy Winter – keyboard

Produktion
- Andy Winter – producent, musik (spår 1–7)
- Børge Finstad – ljudtekniker, ljudmix
- Sheldon Zaharko – ljudtekniker, ljudmix
- Jamie Sitar – mastering
- Lazare – text (spår 1–8, 10)
- Kobbergaard – text (spår 9)
- Extant – musik (spår 8–10)
- Travis Smith – omslagsdesign, omslagskonst
- Villy Nordas – foto
- Asgeir Mickelson – foto
- Misty K – foto